# Mezei pattanóbogár
A mezei pattanóbogár (Agriotes ustulatus) a bogarak (Coleoptera) rendjének pattanóbogár-félék (Elateridae) családjába tartozó Magyarországon gazdaságilag jelentős kártevő rovarfaj.

## Elterjedése
Nyugat-palearktikus elterjedésű faj, Európa legnagyobb részén, a Kaukázusban és Örményországban, valamint Észak-Afrikában elterjedt, gyakori.
Magyarországon a legnagyobb számban előforduló pattanóbogár faj, a mezőgazdasági területek drótféregállományának több, mint 45%-át e faj lárvái alkotják, de egyes években ez a szám a 75%-ot is elérheti.

## Megjelenése
Teste megnyúlt, közepes termetű, a hím hossza 7-10, a nőstényé 8-11 mm. A fej boltozott, pontozottsága sűrű és durva. Csápjai sárgásbarnák, csak az első íz sötétebb. A 2. csápíz ugyanolyan hosszú, mint a 3., a 4.-től kezdve mindegyik íz fűrészesen kiszélesedik. A nyakpajzs hossza szélességével megegyezik, legszélesebb középtájon, valamivel közelebb a fejhez, mint a középvonal. Színezete igen változatos. Alapszíne fekete, barnás-fekete. A szárnyfedők általában sárgás színűek, olykor az egész bogár barnás-fekete, vagy fekete. A csápok, lábak világosabbak, sárgás-, vöröses-barnák. Sárgás szőrzettel fedett.
A tojás piszkosfehér színű, kissé ovális, mérete általában nem éri el a fél mm-t.
A lárva tipikus drótféreg-típusú lárva. Kifejlett mérete 28 mm. Feje szélesebb, mint, amilyen hosszú. Rágója elöl duzzadt, csúcsfoga nincs, középfoga tompaszögű. Farokszelvénye fénylő, megnyúlt, majdnem kétszer olyan hosszú, mint a szélessége, csúcsi harmada elhegyesedő, erős, hegyes csúcstüskével. A sertéket viselő szemölcsök a csúcson nagyok, gumószerűek, az alap felé egyre kisebbek. A serték nagy, kiemelkedő szélű, kráterszerű gödrökből erednek.
A bábbölcsőben helyet foglaló fehéres szabadbáb 10–12 mm hosszú.

## Életmódja
A faj imágói június-augusztus hónapokban rajzanak, ezzel a legkésőbb rajzó pattanóbogár faj. Az imágók nappal aktívak, meleg, napfényes időben tápnövényeik levelein illetve virágokon, elsősorban a vadmurok (Daucus carota) virágain gyűjthetők. A bogarak képesek érzékelni mind a színeket, mind a virágok illatanyagait. Kiválóan repülnek, a párzást követő néhány napon belül a nőstények megkezdik a tojásrakást a talaj felső 10 cm-es rétegébe. A tojásokat csomósan helyezi el, összesen nagyjából 50-100 db-ot.
A tojások fejlődés közben sok vizet vesznek fel, melytől megduzzadnak. Száraz talajban a tojások elpusztulnak. Az embrionális fejlődés hőmérséklettől függően 2-4 hét alatt megy végbe.
A kikelő lárvák a táplálék mennyiségétől és minőségétől függően 11-15 lárvastádiumon mennek át a bábozódásig. A lárvák a talajban 2-3 évig fejlődnek, a kifejlődéshez 3700-4500 °C effektív hőösszegre van szükségük, mely 10 °C hőmérséklet felett adódik össze. Vertikális mozgásukat a talajnedvesség irányítja, így akár 50–60 cm mélyre is lehúzódhatnak táplálékhiány esetén. Horizontális mozgásuk a tápnövényekhez kötött.

### Táplálkozása
Az imágók pázsitfűfélék (Poaceae) leveleivel illetve ernyősök virágporával táplálkoznak, bár a kísérletek szerint a táplálkozás nincs hatással a nőstények szaporodási mutatóira, így nincs nagy jelentősége, e tevékenységükkel kárt sem okoznak.
A lárvák kezdettől fogva polifág növényevő táplálkozást folytatnak, számukra legideálisabbak a fűfélék csíranövényei, ettől függetlenül komoly károkat okozhatnak a legkülönfélébb szántóföldi és kertészeti növények föld alatti részeiben. A faj lárvái a gyomnövények gyökereit is szívesen fogyasztják.

## Védekezés
A védekezés megkezdése előtt fontos a talaj drótféreg-tartalmának megállapítása, megbecslése. Ehhez különféle előrejelzési technikák állnak rendelkezésre (pl.: hagyományos talajfelvételezés, csalétkes csapdázás, feromoncsapdázás, stb). Módszertől függően az előrejelzést tavasszal, vagy nyár végén, ősszel érdemes kivitelezni. Az előrejelzés eredményeképp tapasztalható gyenge (1 lárva/m²), közepes (1-2 lárva/m²), és erős fertőzöttség (3-4 lárva/m²).
Az agrotechnikai védekezés során a talajművelés módszereit használjuk fel a károsító populáció csökkentésére. A faj esetében a tojások és fiatal lárvák jelenlétének időszakában lehet hatékony a módszer a talaj kiszárítása által, mert a fejlett mozgékony lárvák könnyedén visszamásznak a talajba.
Kémiai védekezésre közepes vagy erősebb fertőzöttség esetén lehet szükség. A kémiai védekezés egyrészt a vetőmagok inszekticid hatóanyagú szerrel történő csávázása, másrészt a talajfertőtlenítés, illetve sorkezelések.